# Birjusza
A Birjusza (Ona) (oroszul: Бирюса, Она) folyó Oroszország ázsiai részén, az Irkutszki területen és a Krasznojarszki határterületen. A Csunával egyesülve alkotja a Taszejeva folyót.

## Földrajz
Hossza: 1012 km, vízgyűjtő területe: 55 800 km².
A Keleti-Szajánban, az Irkutszki terület délnyugati peremén ered. Középső és alsó szakaszán a Közép-szibériai-fennsíkhoz tartozó Angara-felföld déli szegélyén folyik észak, majd északnyugat felé. A Krasznojarszki határterületen egyesül a jobbról, keletről érkező Csunával, onnantól a folyó neve Taszejeva.
Főként esővíz és hóolvadék táplálja. Október–novembertől április végéig – májusig befagy. Vízgyűjtő területén körülbelül 300 tó található.
Felső folyásán jelentősebb város: Birjuszinszk, az Irkutszki terület nyugati határa mellett.

### Mellékfolyók
- Balról: Tagul, Tumanset, Pojma
- Jobbról: Kis-Birjusza, Toporok